# I. Galeotto Malatesta
I. Galeotto Malatesta (1299–1385) a Malatesta-házból származó itáliai condottiero, Rimini, Fano, Ascoli Piceno, Cesena és Fossombrone egykori ura.

## Élete
Riminiben született, I. Pandolfo Malatesta fia és II. Malatesta Malatesta testvére volt. 1333-ban Ferrara ostroma közben fogságba esett, de hamarosan kiszabadult, és Ferrantino Malatesta oldalán harcolt a romagnai pápai legátus ellen. Amikor utóbbi összeesküvést szőtt ellene, Galeotto bebörtönözte, és Rimini urává kiáltotta ki magát. A két fél közötti háború 1343-ig tartott. Bajorországi Lajos Fano urává is kinevezte.

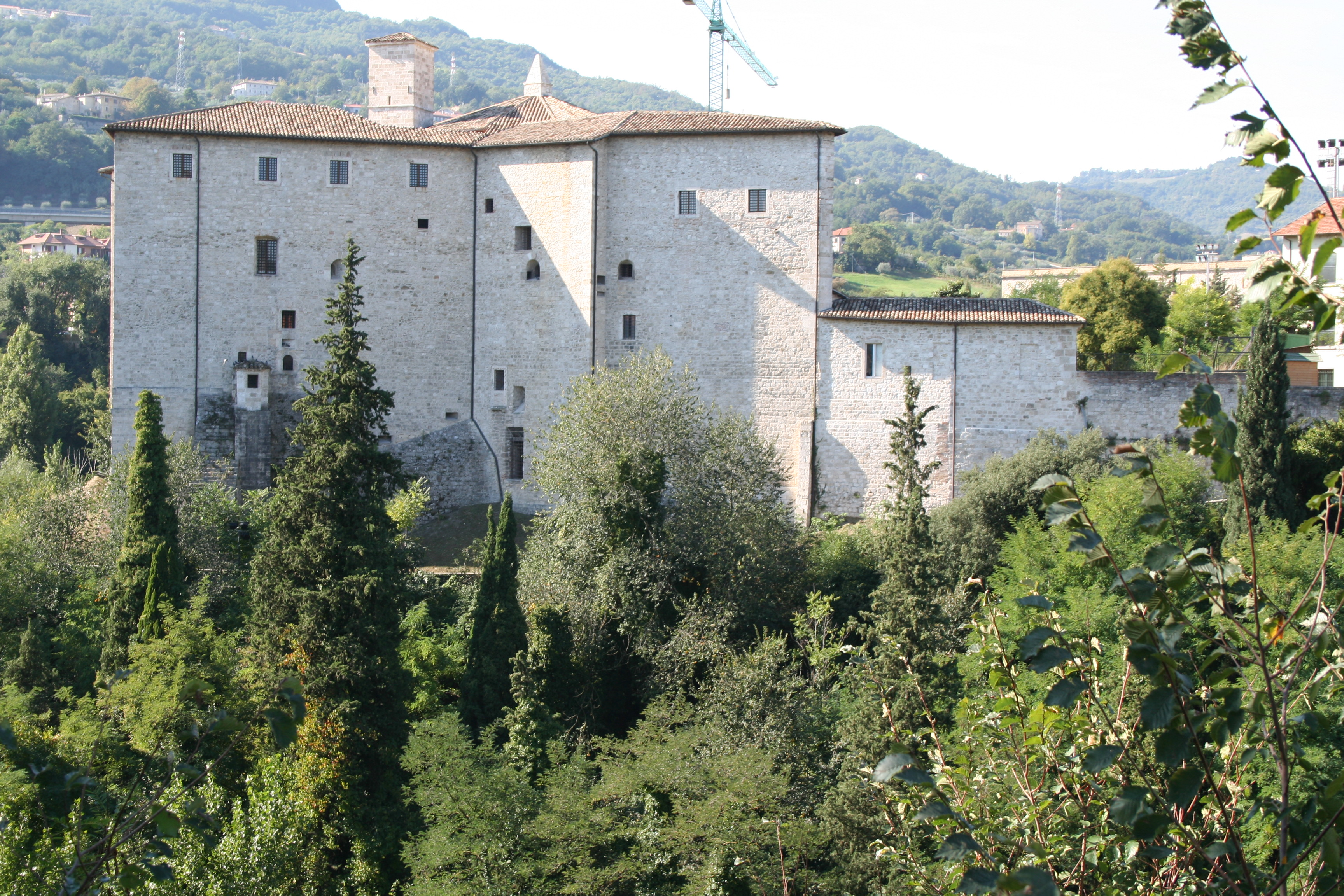
Forte Malatesta Ascoli Picenóban, Galeotto építette, később ifj. Antonio da Sangallo építette át

Miután egy ideig condottieróként, majd Ascoli Piceno zsarnokaként működött, 1349-ben a Szentföldre utazott. 1351-ben a Nápolyi Királyságban fogadták fel. 1352-ben Malatesta hadjáratot vezetett Abruzzóban Anjou Lajos szicíliai király szolgálatában, és ostrom alá vette a Fra' Moriale zsoldosvezér által tartott Aversa erődöt. 
1353-ban VI. Ince pápa Gil Álvarez Carrillo de Albornozt küldte legátusként Itáliába azzal a céllal, hogy egy kis zsoldossereg élén helyreállítsa a pápai hatalmat az egyház államaiban. Miután elnyerte Giovanni Visconti milánói érsek, valamint Pisa, Firenze és Siena érsekeinek támogatását, legyőzte Giovanni di Vicót, Viterbo urát, aki a pápai területek nagy részét bitorolta Latiumban és Umbriában. Giovanni 1354. március 10-én vereséget szenvedett a viterbói csatában, és aláírta a meghódolási szerződést. Albornoz ezután Marche és Romagna felé indult a rimini Malatesták és a forlìi Ordelaffik ellen. A pápai parancsnok, Rodolfo II da Varano, Camerino ura legyőzte Malatestát, arra kényszerítve családját, hogy a pápa szövetségesévé váljon.
Az Albornozok veresége után családját pápai vikáriussá nevezték ki Riminiben, Pesaróban, Fanóban és Fossombronéban. 1356-ban részt vett a forlì.Ordelafik ellen indított keresztes hadjáratban . 1360-ban I. Johanna nápolyi királynő először főparancsnokká nevezte ki, de később a Firenzei Köztársasághoz, majd ismét a Bizánci Birodalomhoz csatlakozott. 1372-ben XI. Gergely pápa megerősítette Malatestát a pápai hadsereg főparancsnokává Bernabò Visconti ellen, akit a következő évben Montichiarinál, Brescia közelében legyőzött.
Unokaöccsei halála után Malatestának sikerült megszereznie a család teljes uralmát Romagnában (1364-től már Rimini ura volt IV. Ungaróval és II. Pandolfo Malatestával, valamint Fano egyedüli uralkodójaként). A környéken elszenvedett kisebb, de kegyetlen pusztítások után 1376-ban elfoglalta Cesenát, 1378-ban pedig Bertinorót csatolta hozzá. Később Guido da Polenta ellen harcolt Cesenaticóért, 1383-ban pedig elfoglalta tőle Senigalliát és más területeket is. A háborút fiai folytatták, mivel I. Galeotto 1385-ben Cesenánál meghalt.

## Családja
Feleségül vette Elisabetta da Varanót, II. Rodolfo da Varano lányát, és a következő utódaik voltak:
- I. Carlo Malatesta 1368–1429, condottiero, Rimini, Fano, Cesena, Pesaro ura.
- III. Pandolfo Malatesta 1369-1427 körül, condottiero, Fano ura.
- Margherita Malatesta 1370–1399, I. Francesco Gonzaga, Mantua uralkodója neje
- Andrea Malatesta 1373–1416, condottiero, Cesena, Cervia, Bertinoro ura
- II. Galeotto, Cervia ura

## Fordítás
- Ez a szócikk részben vagy egészben  a   Galeotto I Malatesta című angol Wikipédia-szócikk fordításán alapul.  Az eredeti cikk szerkesztőit annak laptörténete sorolja fel. Ez a jelzés csupán a megfogalmazás eredetét és a szerzői jogokat jelzi, nem szolgál a cikkben szereplő információk forrásmegjelöléseként.

| Előző Ungaro Malatesta    | {{{title}}} | Következő {{{after}}} |
| Előző To the Papal States | {{{title}}} | Következő {{{after}}} |